# Batalla de Hohenlinden
La batalla de Hohenlinden va tenir lloc el 3 de desembre de 1800 durant les guerres revolucionàries franceses.

## Antecedents
La Primera Coalició conclogué amb la firma del Tractat de Campo Formio on els francesos obtingueren definitivament Bèlgica, el control sobre gran part de la vall del Rin i la península italiana i la divisió de la República de Venècia entre Àustria i França.

## La batalla

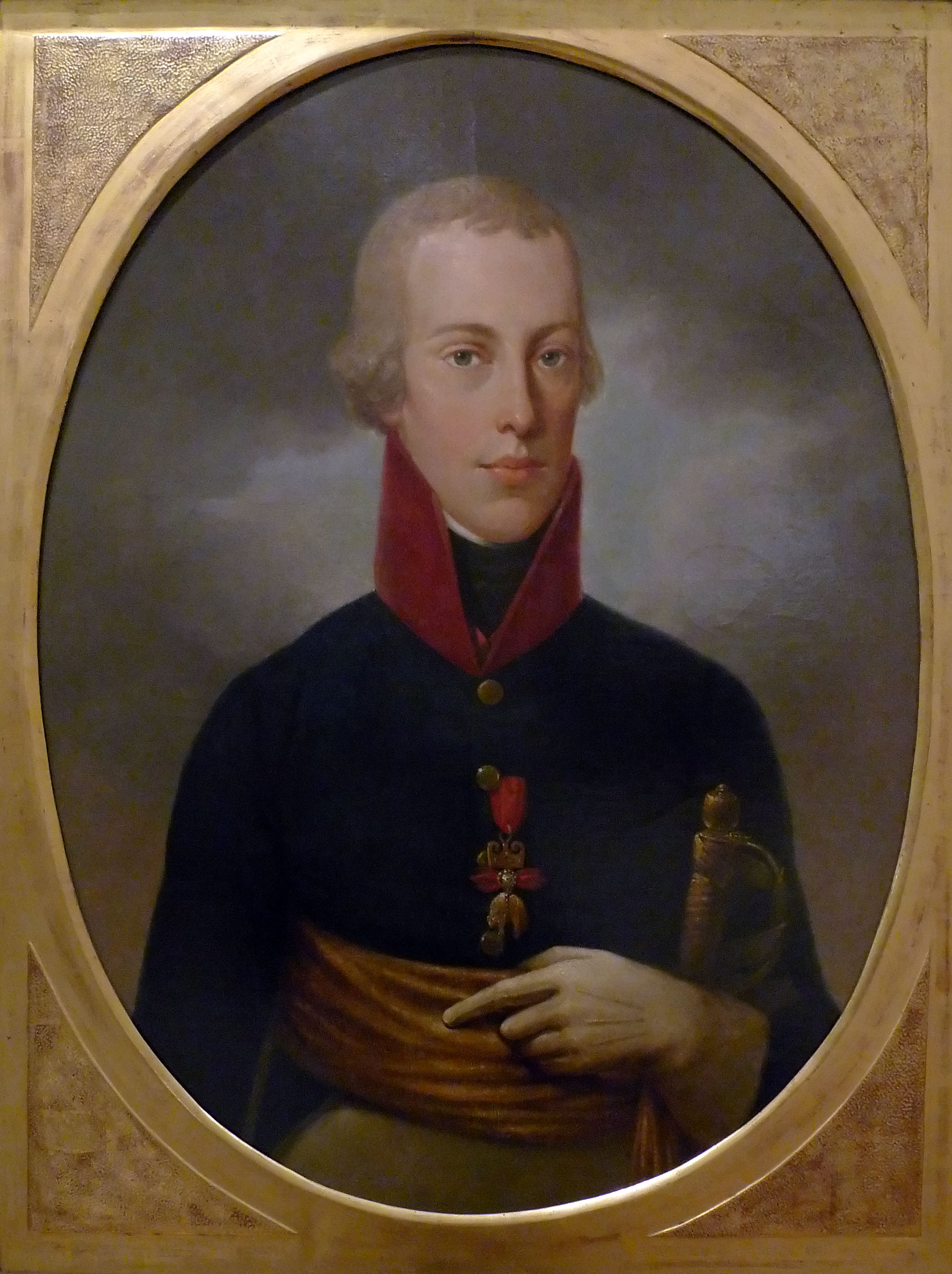
Arxiduc Joan

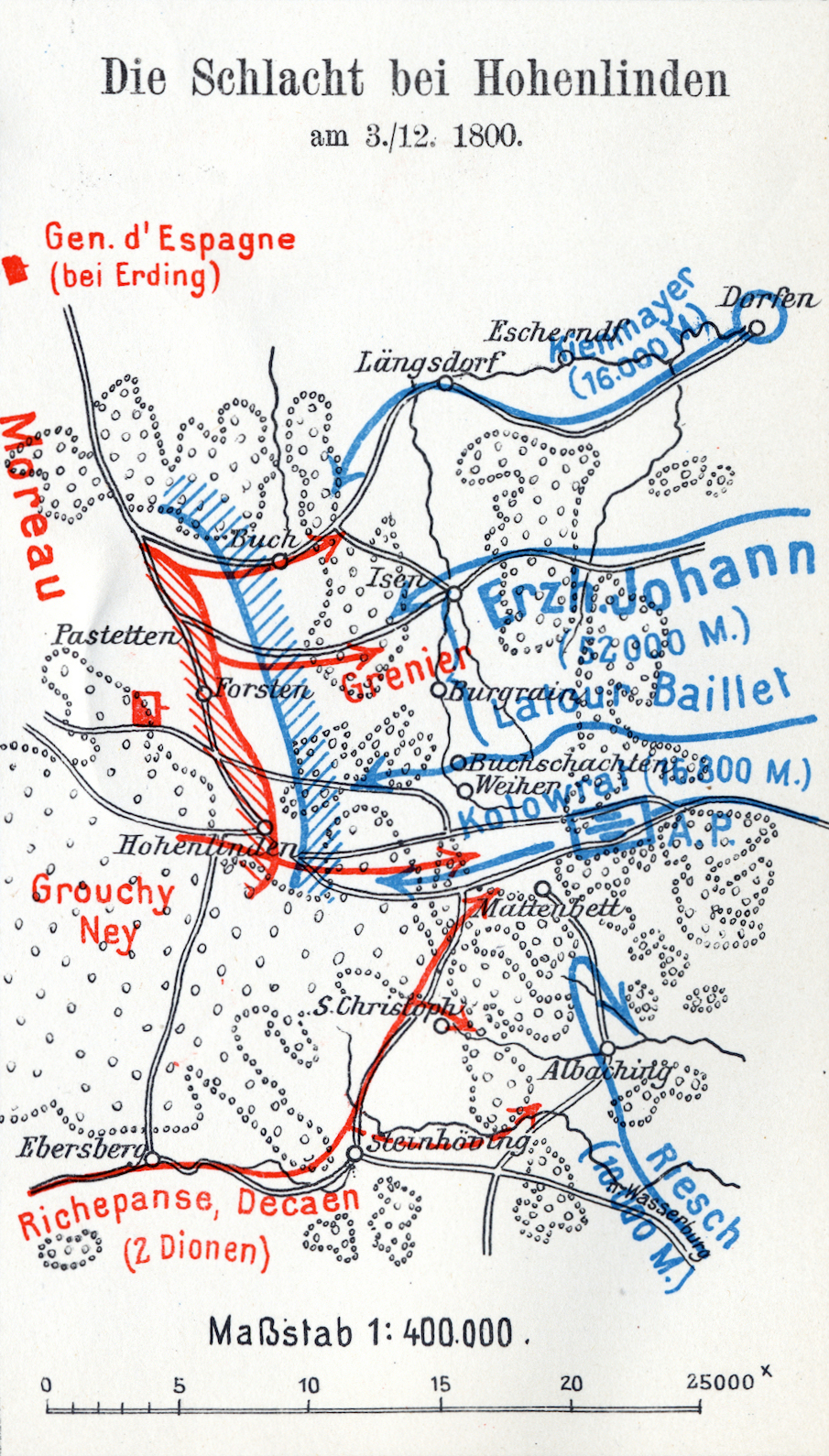
Pla de la batalla, de l'Atlas Kriegsgeschichtlicher de Schirmer

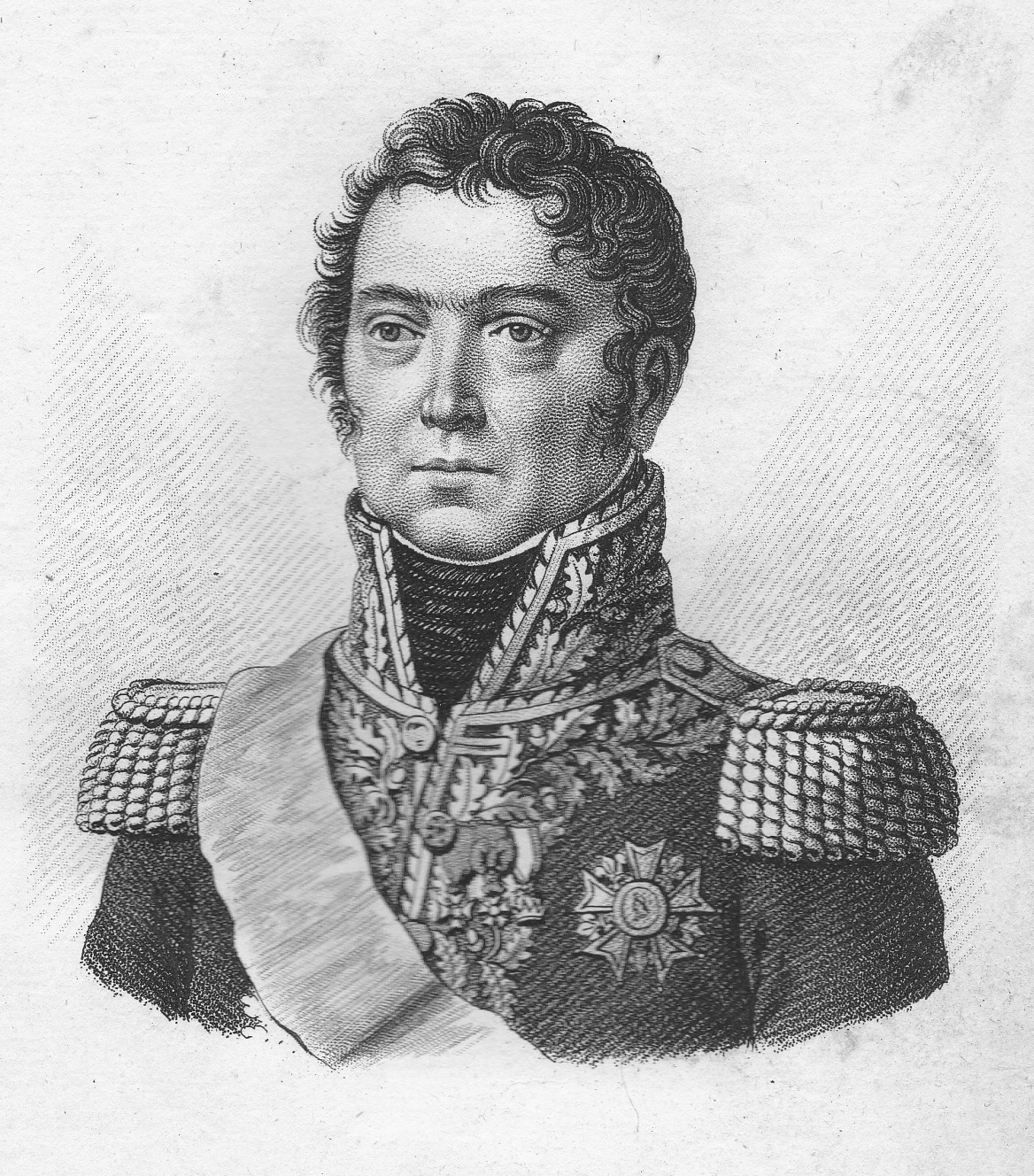
Paul Grenier

El primer exèrcit republicà francès comandat per Jean Victor Moreau va guanyar una batalla decisiva sobre la monarquia Hasburg austríaca i els bavaresos dirigits per l'Arxiduc Joan d'Àustria. Després de veure's forçats a demanar l'armistici, es va acabar definitivament la Guerra de la Segona Coalició. Hohenlinden es troba a 33 km a l'est de Múnic.

## Conseqüències
La victòria aclaparadora junt amb la del primer Consol Napoleó Bonaparte a la batalla de Marengo (de juny de 1800) acabà la Guerra de la Segona Coalició. El febrer de 1801, els austríacs signaren el Tractat de Lunéville amb els francesos a 80 km de Viena, acceptant el control francès sobre el Rin i les repúbliques titelles a Itàlia i als Països Baixos.
La ciutat estatunidenca de Linden (Alabama), originàriament es deia Hohenlinden, i rebia aquest nom per aquesta batalla. Els seus primers habitants eren exilats francesos bonapartistes.